# Рвота
Рвота (лат. vomitus) — рефлекторное извержение содержимого (эвакуация) желудка (иногда и двенадцатиперстной кишки) через рот (нередко и через нос). Рвота в основном обусловливается сокращением мышц брюшного пресса; при этом выходная часть желудка плотно закрывается, тело желудка расслабляется, открывается вход в желудок, расширяются пищевод, полость рта. Весь этот рефлекторный акт регулируется рвотным центром, расположенным в продолговатом мозге. Рвоте обычно предшествует тошнота, непроизвольные глотательные движения, усиленное сердцебиение, учащённое дыхание, усиленное выделение слюны и слёз. Рвотные массы состоят обычно из остатков пищи, желудочного сока, слизи; при заболеваниях могут содержать жёлчь и другие примеси (кровь, гной).
В норме рвота является эволюционно-выработанной физиологической реакцией, направленной на защиту желудочно-кишечного тракта от попавших в него или образовавшихся в ней раздражающих и токсичных веществ. Рвота бывает также у других млекопитающих (у жвачных и верблюдовых, не следует путать с рвотой отрыгивание жвачки).
Рвота наблюдается при ряде инфекций (скарлатина, тиф и т. п.), отравлении (пищевые, медикаментозные, химические, алкогольные, наркотические), накоплении в крови токсичных продуктов обмена (рвота при поражении почек, а также при ацетонемии у детей и (реже) взрослых), у беременных, при раздражении брюшины, гастритах, язвенной болезни (вследствие раздражения) и других. В ряде случаев рвота освобождает организм от вредных веществ, но чаще является лишь неприятным симптомом других заболеваний. Рвота может также возникать при сильных волнениях, фобиях, эмоциях отрицательного характера, является симптомом расстройства центров нервной системы (нарушение мозгового кровообращения, сотрясения мозга, менингит и т. п.), возникать при раздражении вестибулярного аппарата (например, при морской болезни).
Область медицины, изучающая тошноту и рвоту, называется эметологией.

## Рвота при заболеваниях желудочно-кишечного тракта
- Рвота является симптомом следующих заболеваний: гастрит, язвы желудка и двенадцатиперстной кишки, рак желудка, устойчивый стеноз привратника, а также при заболеваниях жёлчного пузыря и поджелудочной железы (часто — при стенозе сфинктера Одди, освобождающего продуцируемое поджелудочной железой и желчным пузырем).
- При язвенной болезни двенадцатиперстной кишки и дуодените рвота способствует ослаблению болей в животе.
- При язвенной болезни двенадцатиперстной кишки и хроническом гастрите с гиперсекрецией, когда имеется непрерывное кислотообразование, может быть рвота чистым желудочным соком без примеси пищи. Бывает в ночное время и облегчает боль за счет снижения количества кислоты
- При гастритах, язвенной болезни желудка, когда речь идёт о так называемом раздражённом желудке, рвота может не способствовать уменьшению боли, а быть просто следствием раздражения рвотных D2-дофаминовых рецепторов желудка.
- При раке желудка рвота обычно не приносит облегчения.
- При язвенном кровотечении, эрозивном гастродуодените, рвотные массы могут содержать примесь крови и окрашиваться в цвет кофейной гущи из-за полупереваренного состояния выделившейся крови.
- При вирусных гастроэнтеритах, а также при острых токсикоинфекциях преобладающим механизмом развития рвоты являются нарушения моторики желудка и начальных отделов тонкой кишки, а также гиперсекреция в результате воздействия микробных токсинов.
- При острых алиментарных (пищевых) гастритах рвота начинается через 2—6 часов после воздействия патологического фактора. Повторяется неоднократно и усиливается после приёма пищи. Сопровождается сильной болью в животе, часто поносом, головной болью и общей слабостью, общими симптомами интоксикации.
- При химических гастритах рвота продолжительная, сопровождается сильной болью в животе, за грудиной. Рвота не приносит облегчения. Через 2—3 дня рвота часто прекращается, но это не является признаком выздоровления, особенно в случае потребления внутрь тяжелых металлов, которые успевают проникнуть в кишечник и оттуда в кровь.
- При язвенной болезни желудка рвота обычно наступает сразу после еды, ей предшествует изжога, часто сильная тошнота.
- Рвота часто бывает при заболеваниях жёлчного пузыря, реже — при заболеваниях печени. Рвота обычно связана с приёмом пищи, сопровождается болью.
- При жёлчнокаменной болезни, остром и хроническом холецистите, стриктурах желчевыводящих путей рвота усиливает болевой синдром.
- При ротавирусной инфекции — обычное дело, не приводит к облегчению.
- Синдром Маллори-Вейсса является следствием многократной сильной рвоты и сопровождается кровотечением.

## Характеристики рвоты
В некоторых случаях по характеру рвоты можно определить причину её возникновения: рвота кровью (или тёмными кофейного цвета массами) может быть признаком желудочного кровотечения. Рвота непереваренной пищей, возникающая каждый раз после еды, чаще всего указывает на стеноз привратника желудка. Рвота жёлчью наблюдается при кишечно-желудочном рефлюксе.
Характер по степени тяжести:
- Нет характера
- Съеденной пищей
- Жёлчью
- Застойным содержимым
- Гнойная
- Кишечным содержимым
- Кофейной гущей
- С появлением крови